# 格爾特維爾

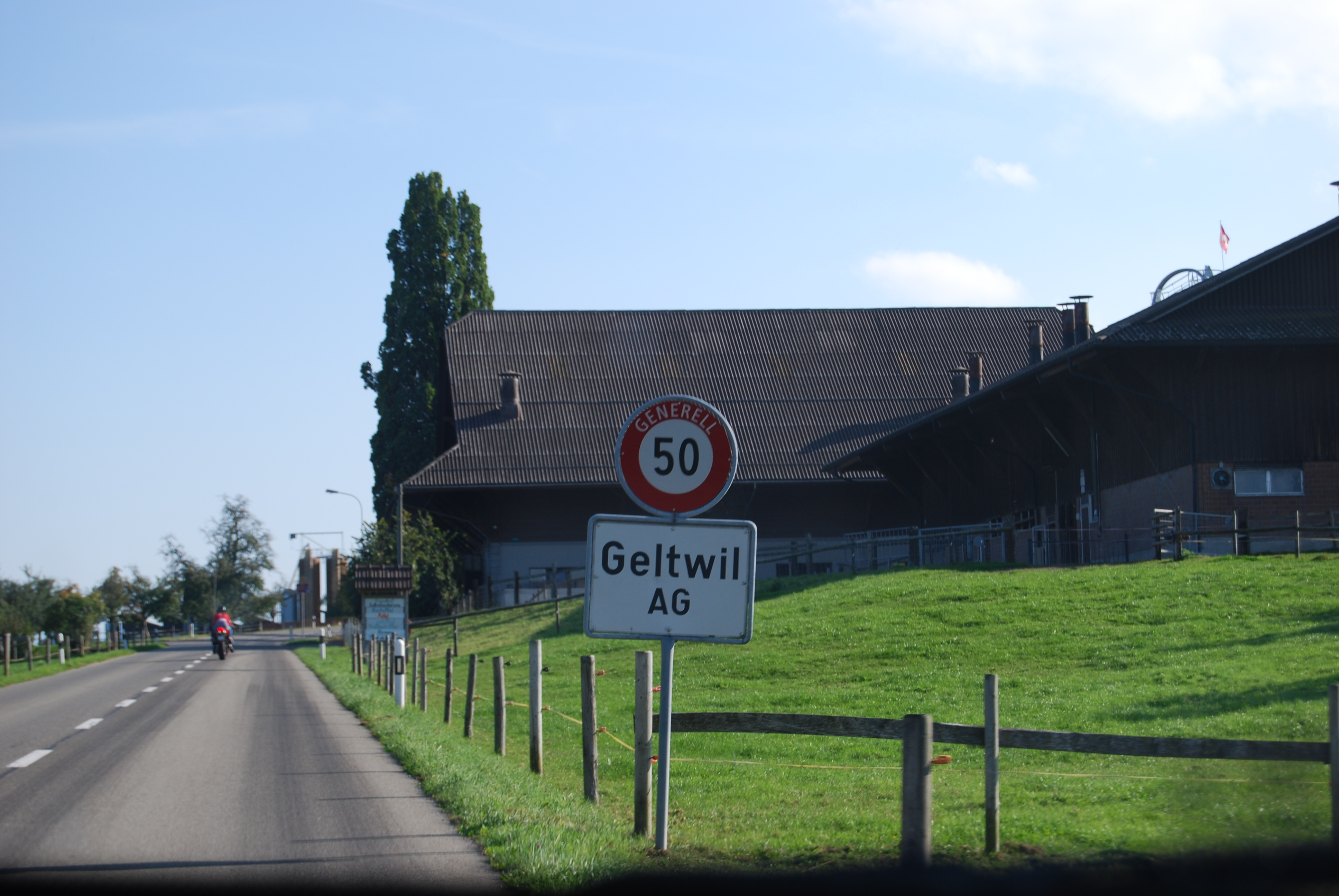

格爾特維爾是瑞士的城鎮，位於該國北部，由阿爾高州負責管轄，面積3.3平方公里，海拔高度681米，2012年人口190，七成人口信奉羅馬天主教，人口密度每平方公里58人。